# NGC 4035
NGC 4035 este o intermediate spiral galaxy⁠(d) situată în constelația Corbul. A fost descoperită în 8 februarie 1785 de către William Herschel.